# OZ Wielerweekend
L'OZ Wielerweekend est une ancienne course cycliste néerlandaise disputée de 1988 à 2007. Nommée Zeeuws-Vlaanderen Wielerweekend (en français : Semaine cycliste de Flandre zélandaise) à sa création, elle s'est appelée OZ Wielerweekend à partir de 1999. De 2002 à 2005, elle était réservée aux amateurs. En 2006, elle a intégré l'UCI Europe Tour en catégorie 2.2.
En 2008, les comités d'organisation du Delta Profronde et de l'OZ Wielerweekend ont fusionné pour créer le Delta Tour Zeeland.

## Palmarès
| - 1988 - Joost van Adrichem - 1989 - Angel Polvorosa - 1990 - Patrick Rasch - 1991 - Remco Startman - 1992 - Patrick van Dijken - 1993 - Steffen Blochwitz - 1994 - Marcel Vegt - 1995 - Daniel van Elven - 1996 - Wilco Zuijderwijk - 1997 - Bert Roesems | - 1998 - Andreas Walzer - 1999 - Jans Koerts - 2000 - Jens Mouris - 2001 - Kevin Van Impe - 2002 - Angelo van Melis (nl) - 2003 - Rick Flens - 2004 - Thijs Al - 2005 - Rick Flens - 2006 - Niki Terpstra - 2007 - Tom Veelers |